# کوشپالاگ
کوشپالاگ (به مجاری:  Kóspallag) یک شهرداری در مجارستان است که در ناحیه سوب واقع شده‌است. کوشپالاگ ۱۲٫۷۷ کیلومتر مربع مساحت و ۷۹۸ نفر جمعیت دارد.